# Katharina Philipowski
Katharina-Silke Philipowski (* 9. Dezember 1970 in Stuttgart) ist eine deutsche Philologin und Mediävistin.

## Leben
Nach dem Abschluss 1996 mit Staatsexamen in Politikwissenschaft und Germanistik an der Universität Stuttgart und der Promotion 1999 im Fachbereich Germanistische Mediävistik an der Universität Stuttgart bei Peter Czerwinski war sie von 1999 bis 2001 wissenschaftliche Koordinatorin des Graduiertenkollegs Kulturtransfer im europäischen Mittelalter an der Friedrich-Alexander-Universität Erlangen-Nürnberg. Nach der Habilitation 2005 an der Universität Erlangen war sie von 2013 bis 2018 Lehrstuhlinhaberin der W3-Professur für Germanistische Mediävistik an der Universität Mannheim. Sie ist seit 2018 Inhaberin der W3-Professur für Germanistische Mediävistik an der Universität Potsdam.